# هنري روبرتس (سياسي)
هنري روبرتس (بالإنجليزية: Henry Roberts)‏ هو سياسي أمريكي، ولد في 22 يناير 1853 في بروكلين في الولايات المتحدة، وتوفي في 1 مايو 1929 في هارتفورد في الولايات المتحدة. حزبياً، نشط في الحزب الجمهوري. وقد انتخب عضو مجلس نواب كونيتيكت وانتخب حاكم كونيتيكت ‏.